# Petro Bolbotchan
Petro Bolbochan (en russe : Пётр Фёдорович Болбочан, ukrainien : Петро Федорович Болбочан) est un colonel de l'Armée populaire ukrainienne.

## Biographie
Il est né en Bessarabie d'une famille roumaine. En 1905, il est diplômé du séminaire de Chișinău.
Il entrait au 38e régiment de Tobolsk comme cadet. Après la révolution russe, il participe à la formation du 1er régiment Bohdan Khmelnytsky qu'il commande ensuite en novembre 1917. Le régiment est dissous dans la force par le pouvoir bolchévique et Bolbotchan reforme alors le 2e régiment de Zaporijjia qui entre à Kiev en janvier 1918, avant les troupes allemandes et libère aussi Hrebinka, Loubny et Poltava.
Il est arrêté pour avoir tenté de destituer Symon Petlioura, après quoi il est condamné à mort et fusillé le 28 juin 1919.

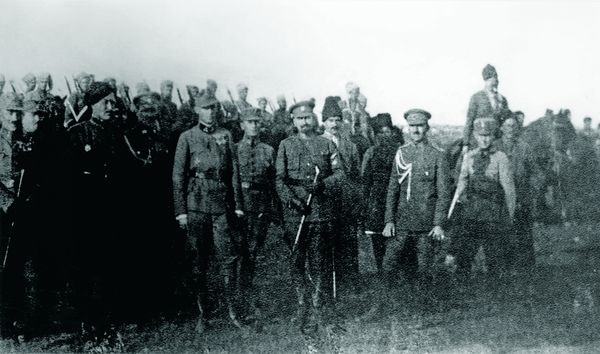
En 1918, en Ukraine avec Guillaume de Habsbourg-Lorraine.

## Hommages
La 3e brigade de la Garde nationale ukrainienne porte son nom et un monument en son hommage a été érigé en Kiev en 2020.

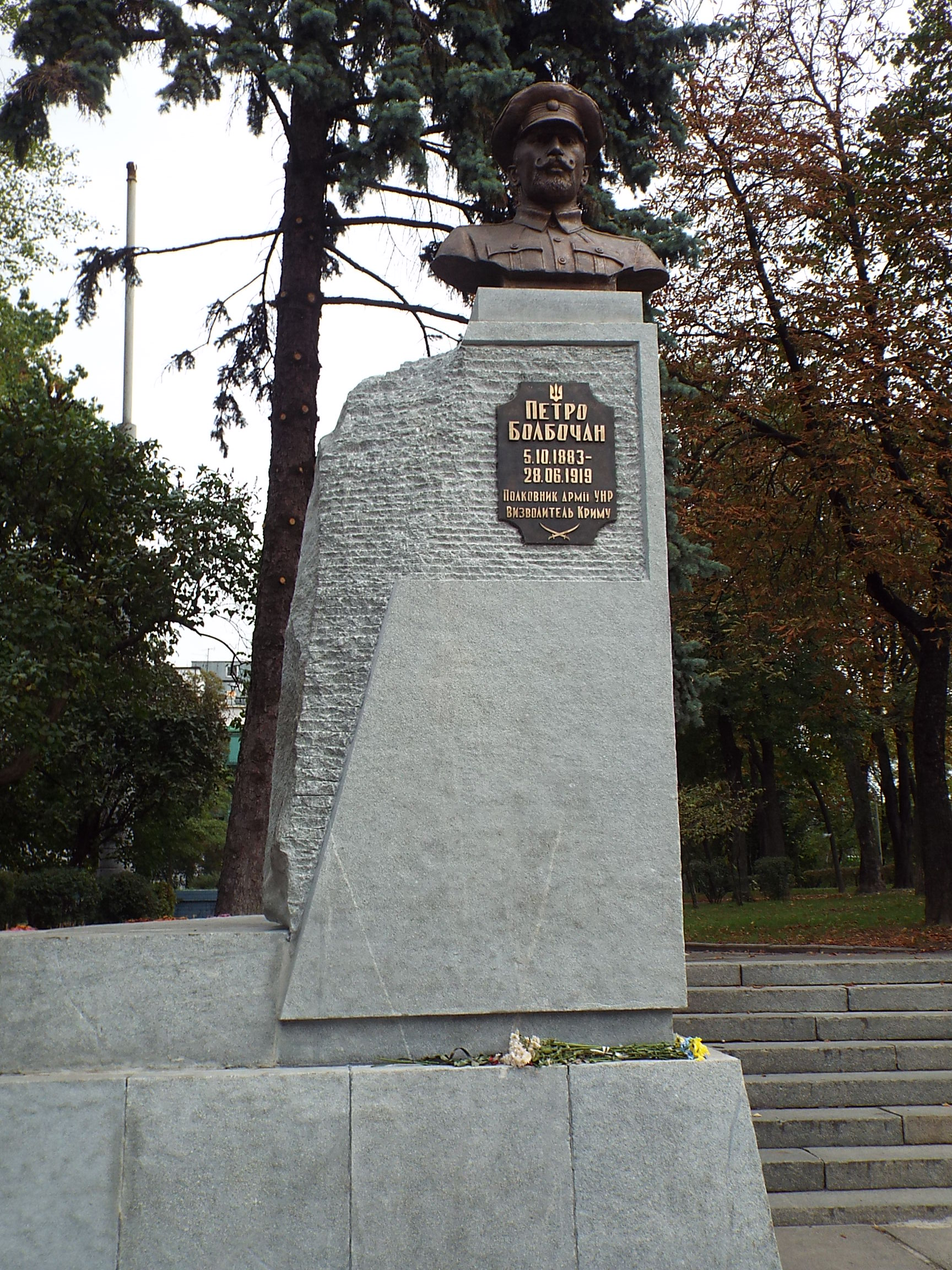
Monument à Kiev.